# Morena Martínez Franchi
Morena Martínez Franchi (ur. 19 lutego 1993 r. w Buenos Aires) – argentyńska siatkarka występująca na pozycji przyjmującej lub libero, reprezentantka kraju i uczestniczka igrzysk olimpijskich.

## Przebieg kariery
Morena pochodzi ze sportowej rodziny – jest córką Eduarda Estebana Martíneza, reprezentanta Argentyny w siatkówce, czterokrotnego olimpijczyka, brązowego medalisty Igrzysk w Seulu (1988) i Mistrzostw Świata (1982). Występy w kadrze narodowej na swoim koncie ma również brat zawodniczki, Jan.
Martínez przygodę z siatkówką zaczynała w przybliżeniu w wieku siedmiu lat w Club Ciudad de Buenos Aires, którego barwy reprezentowała na szczeblach juniorskich i młodzieżowych. W 2011 rozpoczęła występy w zespole Club Atlético Banco de la Nación Argentina, gdzie spędziła dwa sezony. W roku 2013 przeniosła się do Vélez Sársfield, z którym to klubem w pierwszym roku dotarła do finału ligi argentyńskiej. W Vélez rozegrała jeszcze dwa sezony, a latem 2016 roku została zakontraktowana przez beniaminka polskiej Orlen Ligi, Budowlanych Toruń.
Martínez była reprezentantką Argentyna w rozmaitych kategoriach wiekowych, począwszy od kadetek. W wieku 16 lat trafiła do reprezentacji juniorskiej (U-20), z którą w 2010 roku uczestniczyła w mistrzostwach kontynentu. Dwa lata później znalazła się w składzie drużyny narodowej na Puchar Panamerykański U-23, gdzie Argentynki wywalczyły brązowy medal. W 2014 roku Martínez uczestniczyła w Mistrzostwach Ameryki Południowej U-22; znalazła się też w szerokim składzie pierwszej reprezentacji na cykl Grand Prix.
W 2015 roku Morena na dobre dołączyła do kadry seniorek – wzięła udział w zakończonych na czwartym miejscu mistrzostwach kontynentu. Uczestniczyła też w serii Grand Prix, zarówno w 2015, jak i w 2016 roku. Także w 2016 roku znalazła się w składzie na Puchar Panamerykański. Jednak bez wątpienia najważniejszym wydarzeniem tego roku był turniej olimpijski, do którego „Las Panteras” z Martínez w składzie awansowały po zwycięstwie w kontynentalnych kwalifikacjach. W Rio de Janeiro Argentynki, które zakwalifikowały się do turnieju głównego po raz pierwszy w historii, wygrały zaledwie jeden mecz (z Kamerunem) i zakończyły zmagania na fazie grupowej (ex-aequo 9. miejsce).

## Osiągnięcia
Klubowe
- Wicemistrzostwo Argentyny (2014)[9]

Reprezentacyjne
- 3. miejsce podczas Pucharu Panamerykańskiego U-23 (2012)[14]